# Библиографија Стивена Кинга
Следи комплетна листа књига које је објавио Стивен Кинг, амерички писац савременог хорора, неизвесности, научне фантастике и фантазије. Његове књиге су продате у више од 350 милиона примерака,  а многе од њих су адаптиране у игране филмове, телевизијске филмове и стрипове. Кинг је објавио 65 романа, укључујући седам под псеудонимом Ричард Бахман, и пет нефикцијских књига. Написао је преко 200 кратких прича, од којих је већина састављена у збиркама књига. Многе његове приче смештене су у његовој родној држави Мејн .

## Романи
| Година | Title                                  | Publisher                           | ISBN | Pages | Note |
| ------ | -------------------------------------- | ----------------------------------- | --- | ----- | --- |
| 1974   | Кери                                   | Doubleday                           | 978-0-385-08695-0                                                                                           | 199   | |
| 1975   | Салемово                               | Doubleday                           | 978-0-385-00751-1                                                                                           | 439   | Nominee, World Fantasy Award, 1976 |
| 1977   | Исијавање                              | Doubleday                           | 978-0-385-12167-5                                                                                           | 447   | Runner-up (4th place), Locus Award for Best Fantasy Novel, 1978                                                                                                 |
| 1977   | Гнев                                   | Signet Books                        | 978-0-451-07645-8                                                                                           | 211   | Објављено под псеудоименом Ричард Бачман |
| 1978   | Упориште                               | Двоструки дан                       | 978-0-385-12168-2                                                                                           | 823   | Nominee, World Fantasy Award, 1979; Runner-up (15th place), Locus Award, 1979                                                                                   |
| 1979   | Дуги ход                               | Signet Books                        | 978-0-451-08754-6                                                                                           | 384   | Објављено под псеудоименом Ричард Бачман |
| 1979   | Мртва зона                             | Viking Press                        | 978-0-670-26077-5                                                                                           | 428   | Runner-up (2nd place), Locus Award for Best Fantasy Novel, 1980                                                                                                 |
| 1980   | Потпаљивачица                          | Viking Press                        | 978-0-670-31541-3                                                                                           | 426   | Nominee, British Fantasy Award’s August Derleth Award, 1981; Runner-up (8th place), Locus Award for Best Science Fiction Novel, 1981                            |
| 1981   | Радови на путу                         | Signet Books                        | 978-0-451-09668-5                                                                                           | 274   | Published under pseudonym Richard Bachman |
| 1981   | Куџо                                   | Viking Press                        | 978-0-670-45193-7                                                                                           | 319   | Winner, British Fantasy Award’s August Derleth Award, 1982; Runner-up (21st place), Locus Award for Best Fantasy Novel, 1982                                    |
| 1982   | Тркач                                  | Signet Books                        | 978-0-451-11508-9                                                                                           | 219   | Published under pseudonym Richard Bachman |
| 1982   | Мрачна кула 1: Револвераш              | Grant                               | 978-0-937986-50-9                                                                                           | 224   | |
| 1983   | Кристина                               | Viking                              | 978-0-670-22026-7                                                                                           | 526   | Runner-up (6th place), Locus Award for Best Fantasy Novel, 1984                                                                                                 |
| 1983   | Гробље кућних љубимаца                 | Doubleday                           | 978-0-385-18244-7                                                                                           | 374   | Nominee, World Fantasy Award, 1984; Runner-up (7th place), Locus Award for Best Fantasy Novel, 1984                                                             |
| 1983   | Циклус вукодлака                       | Land of Enchantment                 | 978-0-960-38282-8                                                                                           | 127   | Illustrated by Bernie Wrightson |
| 1984   | Талисман                               | Viking                              | 978-0-670-69199-9                                                                                           | 646   | Written with Peter Straub; Nominee, World Fantasy Award, 1985; Runner-up (4th place), Locus Award for Best Fantasy Novel, 1985                                  |
| 1984   | Змајеве очи                            | Philtrum Press (1984) Viking (1987) | 978-0-670-81458-9                                                                                           | 326   | First published as a limited edition in 1984, then for the mass market in 1987                                                                                  |
| 1984   | Клетва                                 | NAL                                 | 978-0-453-00468-8                                                                                           | 309   | Published under pseudonym Richard Bachman |
| 1986   | To                                     | Viking                              | 978-0-670-81302-5                                                                                           | 1138  | Winner, British Fantasy Award’s August Derleth Award, 1987; Nominee, World Fantasy Award, 1987; Runner-up (3rd place), Locus Award for Best Fantasy Novel, 1987 |
| 1987   | Мрачна кула 2:Три тарот карте          | Grant                               | 978-0-937986-90-5                                                                                           | 400   | Runner-up (16th place), Locus Award for Best Fantasy Novel, 1988                                                                                                |
| 1987   | Мизери                                 | Viking                              | 978-0-670-81364-3                                                                                           | 310   | Winner, Bram Stoker Award, 1988; Nominee, World Fantasy Award, 1988                                                                                             |
| 1987   | Томинокерси                            | Putnam                              | 978-0-399-13314-5                                                                                           | 558   | Runner-up (16th place), Locus Award for Best Science Fiction Novel, 1988                                                                                        |
| 1989   | Тамна половица                         | Viking                              | 978-0-670-82982-8                                                                                           | 431   | Runner-up (2nd place), Locus Award for Best Horror Novel, 1990                                                                                                  |
| 1990   | Упориште                               | Doubleday                           | 978-0-385-19957-5                                                                                           | 1152  | The Complete & Uncut Edition; Runner-up (2nd place), Locus Award's Best Horror/Dark Fantasy Novel, 1991                                                         |
| 1991   | Мрачна кула 3: Пустаре                 | Grant                               | 978-0-937986-17-2                                                                                           | 512   | Nominee, Bram Stoker Award, 1992; Runner-up (3rd place), Locus Award for Best Horror/Dark Fantasy Novel, 1992                                                   |
| 1991   | Потребне ствари                        | Viking                              | 978-0-670-83953-7                                                                                           | 690   | Nominee, Bram Stoker Award, 1992; Runner-up (13th place), Locus Award for Best Horror/Dark Fantasy Novel, 1992                                                  |
| 1992   | Џералдова игра                         | Viking                              | 978-0-670-84650-4                                                                                           | 352   | |
| 1992   | Долорес Клејборн                       | Viking                              | 978-0-670-84452-4                                                                                           | 305   | Runner-up (14th place), Locus Award for Best Horror/Dark Fantasy Novel, 1993                                                                                    |
| 1994   | Несаница                               | Viking                              | 978-0-670-85503-2                                                                                           | 787   | Nominee, Bram Stoker Award, 1995; Runner-up (3rd place), Locus Award for Best Fantasy/Horror Novel, 1995                                                        |
| 1995   | Роза Мадер                             | Viking                              | 978-0-670-85869-9                                                                                           | 420   | Runner-up (3rd place), Locus Award for Best Horror/Dark Fantasy Novel, 1995                                                                                     |
| 1996   | Зелена миља                            | Signet Books                        | 978-0-451-19049-9 978-0-451-19052-9 978-0-451-19054-3 978-0-451-19055-0 978-0-451-19056-7 978-0-451-19057-4 | 400   | Winner, Bram Stoker Award, 1997; Runner-up (8th place), Locus Award for Best Horror/Dark Fantasy Novel, 1997                                                    |
| 1996   | Очајавање                              | Viking                              | 978-0-670-86836-0                                                                                           | 704   | Twin novel of The Regulators; Winner, Locus Award for Best Horror/Dark Fantasy Novel, 1997                                                                      |
| 1996   | Регулатори                             | Dutton                              | 978-0-525-94190-3                                                                                           | 480   | Published under pseudonym Richard Bachman; Twin novel of Desperation                                                                                            |
| 1997   | Мрачна кула 4: Чаробњак и стакло       | Grant                               | 978-1-880418-38-3                                                                                           | 787   | Runner-up (4th place), Locus Award for Best Fantasy Novel, 1998; Runner-up (6th place), Locus Award for Best Art Book, 1998                                     |
| 1998   | Врећа костију                          | Scribner                            | 978-0-684-85350-5                                                                                           | 529   | Winner, Bram Stoker Award, 1999; Winner, British Fantasy Award’s August Derleth Award, 1999; Winner, Locus Award for Best Dark Fantasy/Horror Novel, 1999       |
| 1999   | Дјевојчица која је волела Тома Гордона | Scribner                            | 978-0-684-86762-5                                                                                           | 224   | |
| 2001   | Замка за снове                         | Scribner                            | 978-0-743-21138-3                                                                                           | 620   | |
| 2001   |                                        | Random House                        | 978-0-375-50439-6                                                                                           | 625   | Sequel to The Talisman; Written with Peter Straub; Nominee, Bram Stoker Award, 2002; Runner-up (7th place), Locus Award for Best Fantasy Novel, 2002            |
| 2002   | Бјуик 8                                | Scribner                            | 978-0-743-21137-6                                                                                           | 368   | Nominee, Bram Stoker Award, 2003 |
| 2003   | Мрачна кула 5: Вукови Кале             | Grant                               | 978-1-880-41856-7                                                                                           | 714   | Nominee, Bram Stoker Award, 2004; Runner-up (4th place), Locus Award for Best Fantasy Novel, 2004                                                               |
| 2004   | Мрачна кула 6: Сузанина песма          | Grant                               | 978-1-880-41859-8                                                                                           | 432   | Runner-up (4th place), Locus Award for Best Fantasy Novel, 2005                                                                                                 |
| 2004   | Мрачна кула 7: Мрачна кула             | Grant                               | 978-1-880-41862-8                                                                                           | 845   | Winner, British Fantasy Award's August Derleth Award, 2005; Nominee, Bram Stoker Award, 2005                                                                    |
| 2005   | The Colorado Kid                       | Hard Case Crime                     | 978-0-843-95584-2                                                                                           | 184   | |
| 2006   | Мобилни телефон                        | Scribner                            | 978-0-743-29233-7                                                                                           | 351   | |
| 2006   | Лисина прича                           | Scribner                            | 978-0-743-28941-2                                                                                           | 528   | Winner, Bram Stoker Award, 2007; Nominee, World Fantasy Award, 2007; Runner-up (10th place), Locus Award for Best Fantasy Novel, 2007                           |
| 2007   | Blaze                                  | Scribner                            | 978-1-416-55484-4                                                                                           | 304   | Published under pseudonym Richard Bachman |
| 2008   | Duma Key                               | Scribner                            | 978-1-416-55251-2                                                                                           | 607   | Winner, Bram Stoker Award, 2009 |
| 2009   | Под куполом                            | Scribner                            | 978-1-439-14850-1                                                                                           | 1074  | Nominee, British Fantasy Award's August Derleth Award, 2010; Runner-up (7th place), Locus Award for Best Science Fiction Novel, 2010                            |
| 2011   | Далас 63                               | Scribner                            | 978-1-451-62728-2                                                                                           | 849   | Nominee, British Fantasy Award, 2012; Nominee, World Fantasy Award, 2012; Runner-up (2nd place), Locus Award for Best Science Fiction Novel, 2012               |
| 2012   | Мрачна кула ; Ветар кроз кључаоницу    | Grant                               | 978-1-880-41876-5                                                                                           | 336   | The eighth Dark Tower novel, but chronologically set between the fourth and fifth volumes.                                                                      |
| 2013   |                                        | Hard Case Crime                     | 978-1-781-16264-4                                                                                           | 288   | Nominee, Edgar Award for Best Paperback Original, 2014; Runner-up (11th place), Locus Award for Best Fantasy Novel, 2014                                        |
| 2013   | Dr Sleep                               | Scribner                            | 978-1-476-72765-3                                                                                           | 531   | Sequel to The Shining; Winner, Bram Stoker Award, 2014; Runner-up (5th place), Locus Award for Best Fantasy Novel, 2014                                         |
| 2014   | Господин Мерцедес                      | Scribner                            | 978-1-476-75445-1                                                                                           | 436   | First novel in the Bill Hodges Trilogy; Winner, Edgar Award for Best Novel, 2015                                                                                |
| 2014   | Буђење                                 | Scribner                            | 978-1-476-77038-3                                                                                           | 403   | Runner-up (8th place), Locus Award for Best Fantasy Novel, 2015                                                                                                 |
| 2015   | Ко нађе - његово                       | Scribner                            | 978-1-501-10007-9                                                                                           | 434   | Second novel in the Bill Hodges Trilogy. |
| 2016   | Крај бдења                             | Scribner                            | 978-1-501-12974-2                                                                                           | 496   | Third novel in the Bill Hodges Trilogy. |
| 2017   | Gwendy's Button Box                    | Cemetery Dance Publications         | 978-1-58767-610-9                                                                                           | 175   | Written with Richard Chizmar |
| 2017   | Успаване лепотице                      | Scribner                            | 978-1-50116-340-1                                                                                           | 702   | Written with Owen King; Nominee, Bram Stoker Award, 2018 |
| 2018   | Аутсајдер                              | Scribner                            | 978-1-50118-098-9                                                                                           | 576   | First novel in the Holly Gibney Series; Runner-up (2nd place), Locus Award for Best Horror Novel, 2019                                                          |
| 2018   | Elevation                              | Scribner                            | 978-1-98210-231-9                                                                                           | 144   | |
| 2019   | Институт                               | Scribner                            | 978-1-98211-056-7                                                                                           | 576   | Nominee, British Fantasy Award's August Derleth Award, 2020; Runner-up (3rd place), Locus Award for Best Horror Novel, 2020                                     |
| 2021   | Later                                  | Hard Case Crime                     | 978-1-78909-649-1                                                                                           | 256   | |
| 2021   | Били Самерс                            | Scribner                            | 978-1-982-17361-6                                                                                           | 528   | |
| 2022   | Gwendy's Final Task                    | Cemetery Dance Publications         | 978-1-58767-801-1                                                                                           | 412   | Third novel in the series, second written with Richard Chizmar                                                                                                  |
| 2022   | Бајка                                  | Scribner                            | 978-1-66800-217-9                                                                                           | 608   | |
| TBA    | Holly                                  | TBA                                 | TBA | TBA   | Set in 2021, with Holly Gibney and the Coronavirus |

## Збирке
| Година | Наслов                     | Издавач       | ISBN | Белешка |
| ------ | -------------------------- | ------------- | ---- | --- |
| 1978   | Ноћна смена                | Двоструки дан |      | Номинован, Светска награда за фантастику, 1979; Другопласирани (8. место), награда Лоцус за најбољу колекцију једног аутора, 1979.                                                                  |
| 1982   | Годишња доба               | Viking Press  |      | Номинован, Светска награда за фантастику, 1983; Другопласирани (4. место), награда Лоцус за најбољу колекцију једног аутора, 1983.                                                                  |
| 1985   | Голе кости                 | Путнам        |      | Добитник награде Лоцус за најбољу колекцију, 1986; Номинован, Светска награда за фантастику, 1986.                                                                                                  |
| 1990   | Четири после поноћи        | Викинг        |      | Добитник награде Брам Стокер, 1991; Номинован, Бритисх Фантаси Авард, 1991; Другопласирани (6. место), награда Лоцус за најбољу колекцију, 1991.                                                    |
| 1993   | Ноћне море и пејзажи снова | Викинг        |      | Номинован за награду Брам Стокер, 1994; Другопласирани (6. место), награда Лоцус за најбољу колекцију, 1994.                                                                                        |
| 1999   | Херчеви у Атлантиди        | Сцрибнер      |      | Номинован за награду Брама Стокера, 2000; Номинован, Бритисх Фантаси Авард, 2000; Номинован, Светска награда фантастике, 2000; Другопласирани (5. место), награда Лоцус за најбољу колекцију, 2000. |
| 2002   | Кабинет смрти              | Сцрибнер      |      | Номинован за награду Брам Стокер, 2003; Номинован, Бритисх Фантаси Авард, 2003; Другопласирани (5. место), награда Лоцус за најбољу колекцију, 2003.                                                |
| 2008   | Само после заласка сунца   | Сцрибнер      |      | Добитник, награда Брам Стокер, 2009; Номинован, Бритисх Фантаси Авард, 2009; Номинован, награда Ширли Џексон, 2009.                                                                                 |
| 2010   | Мркли мрак, без звијезда   | Сцрибнер      |      | Добитник награде Брам Стокер, 2011; Победник Британске награде за фантастику 2011. |
| 2015   | Базар лоших снова          | Сцрибнер      |      | Победник, награда Ширли Џексон, 2016. |
| 2020   | Ако крвари                 | Сцрибнер      |      | Другопласирани (7. место), награда Лоцус за најбољу колекцију, 2021. |

## Нефикција
| Година | Наслов                                         | Издавач             | ISBN | Белешка |
| ------ | ---------------------------------------------- | ------------------- | ---- | --- |
| 1981   | Дансе Мацабре                                  | Еверест Хоусе       |      | Добитник награде Хуго за најбољу не-фикцију, 1982; Добитник награде Лоцус за најбољу сродну нон-фицтион књигу, 1982 |
| 1988   | Ноћне море на небу                             | Викинг Студио Боокс |      | Илустровао ф-стоп Фицџералд                                                                                         |
| 2000   | О писању                                       | Сkрибнер            |      | Добитник, Брам Стокер Авард за најбољу не-фикцију, 2001; Добитник награде Лоцус за најбољу не-фикцију, 2001.        |
| 2000   | Тајни прозори: есеји и фикција о занату писања | БОМЦ                |      | |
| 2004   | Верни                                          | Сцрибнер            |      | Написано са Стјуартом О'Наном                                                                                       |

| Година | Наслов                | Напомене |
| ------ | --------------------- | --- |
| 1982   | Цреепсхов             | Антолошки филм који се састоји од адаптација пет кратких прича (од којих су 3 оригинално написане за филм)                                 |
| 1985   | Мачје око             | Антолошки хорор филм заснован на Кинговим кратким причама " Куиттерс, Инц. " и " Тхе Ледге "                                               |
| 1985   | Сребрни метак         | Хорор филм заснован на Кинговој новели Циклус вукодлака                                                                                    |
| 1986   | Макимум Овердриве     | Комедија, хорор филм који је написао и режирао Кинг, заснован на Кинговој краткој причи " Камиони "                                        |
| 1987   | "Sorry, Right Number" | Епизода хорор антологије серије Талес фром тхе Дарксиде ; касније укључен у Кингову збирку кратких прича Нигхтмарес &amp; Дреамсцапес      |
| 1989   | Пет Сематари          | Хорор филм заснован на истоименом Кинговом роману                                                                                          |
| 1991   | Златне године         | Оригинални телевизијски научнофантастични трилер ограничена серија коју је креирао Кинг, ау коауторству са Џозефом Андерсоном              |
| 1992   | Месечари              | Оригинални хорор филм |
| 1994   | The Stand             | Телевизијска минисерија заснована на истоименом Кинговом роману                                                                            |
| 1996   | Духови Мајкла Џексона | Музички кратки филм са причом Кинга, Стена Винстона, Мика Гариса и Мајкла Џексона, заснован на оригиналном концепту Кинга и Мајкла Џексона |
| 1997   | The Shining           | Телевизијска минисерија од три епизоде заснована на истоименом Кинговом роману                                                             |
| 1998   | "Chinga"              | Епизода телевизијске серије Досије Икс, коју је написао заједно са креатором серије Крисом Картером                                        |
| 1999   | Олуја века            | Оригинална хорор телевизијска минисерија                                                                                                   |
| 2002   | Црвена ружа           | Оригинална хорор телевизијска минисерија                                                                                                   |
| 2004   | Краљевска болница     | Хорор телевизијска серија заснована на Краљевству Ларса фон Трира                                                                          |
| 2006   | Очај                  | Хорор телевизијски филм заснован на истоименом Кинговом роману                                                                             |
| 2014   | "Heads Will Roll"     | Епизода телевизијске серије Под куполом, засноване на истоименом Кинговом роману                                                           |
| 2014   | A Good Marriage       | Психолошки трилер заснован на истоименој Кинговој новели                                                                                   |
| 2016   | Ћелија                | Научнофантастични хорор филм заснован на истоименом Кинговом роману Научнофантастични филм, написан у сарадњи са Адамом Алеком             |
| 2021   | " Круг се затвара "   | Научнофантастична фантастична епизода која служи као нови завршетак Кинговог романа Тхе Станд                                              |
| 2021   | Лизина прича          | Фантастична хорор телевизијска минисерија заснована на истоименом Кинговом роману                                                          |

## Други
| Година | Наслов                          | Издавач                     | ISBN | Белешка |
| ------ | ------------------------------- | --------------------------- | ---- | --- |
| 1982   | Цреепсхов                       | Плуме                       |      | Графички роман, илустрован од Бернија Рајтсона                                                                                         |
| 1985   | Тхе Бацхман Боокс               | НАЛ                         |      | Првобитно четири приче, са Раге уклоњеним из каснијих издања                                                                           |
| 1988   | Баре Бонес - Разговори о терору | МцГрав-Хилл                 |      | Сакупљени интервјуи |
| 1997   | Сик Сториес                     | Philtrum Press              |      | Ограничено издање (1100 примерака); прикупљено у Евентуалном свему (2002)                                                              |
| 1999   | Крв и дим                       | Симон &amp; Сцхустер        |      | Оригинална аудио књига од три приче; прикупљено у Евентуалном свему (2002)                                                             |
| 1999   | Олуја века                      | Поцкет Боокс                |      | Оригинални сценарио, објављен непосредно пре првог емитовања                                                                           |
| 2000   | Биљка                           | Philtrum Press              |      | Објављено делимично 1982/83/85/2000; Недовршено                                                                                        |
| 2009   | Стивен Кинг иде у биоскоп       | Поцкет Боокс                |      | Садржи пет раније прикупљених кратких прича                                                                                            |
| 2010   | Блокада Били                    | Simon & Schuster            |      | Садржи насловну кратку причу и "Морал", оба сакупљена у Чаршији лоших снова (2015)                                                     |
| 2010   | Америцан Вампире Вол. 1         | Вертиго                     |      | Графички роман, у сарадњи са Скотом Снајдером, илустровао Рафаел Албукерки ; Добитник, Ајзнерова награда за најбољу нову серију, 2011. |
| 2013   | Браћа духова из округа Даркланд | Чује музику                 |      | Либрето за мјузикл |
| 2013   | Гунс                            | Philtrum Press              |      | Нон-фицтион есеј који је написао Кинг о питању насиља над оружјем                                                                      |
| 2016   | Шест страшних прича             | Цеметери Данце Публицатионс |      | Антологија прича које је одабрао Стивен Кинг (да се не меша са Шест прича)                                                             |
| 2016   | Цхарлие тхе Цхоо-Цхоо           | Симон &amp; Сцхустер        |      | Објављено под псеудонимом Берил Еванс, илустровао Нед Дамерон                                                                          |
| 2016   | Хеартс ин Суспенсион            | University of Maine Press   |      | Кингова збирка есеја са другим ауторима                                                                                                |
| 2018   | Лет или страх                   | Цеметери Данце Публицатионс |      | Антологија коју су уређивали Степхен Кинг и Бев Винцент, а укључује приче Кинга, Винцента и Јое Хилла                                  |